# Nouvelle-Guinée néerlandaise
Pour les articles homonymes, voir Nouvelle-Guinée (homonymie).
1949–1962
Entités précédentes :
- Indes orientales néerlandaises

Entités suivantes :
- Autorité exécutive temporaire des Nations unies

La Nouvelle-Guinée néerlandaise ou Nouvelle-Guinée hollandaise (en néerlandais Nederlands Nieuw-Guinea) est une colonie des Pays-Bas située dans la partie occidentale de la Nouvelle-Guinée entre 1949 et 1962. Elle est née de la volonté des Pays-Bas de ne pas incorporer cette partie des Indes orientales néerlandaises lors de la déclaration de l'indépendance de l'Indonésie le 17 août 1945. Après la reconnaissance de cette indépendance par les Pays-Bas le 27 décembre 1949, Jakarta lutte pour l'incorporation de cette colonie dans l'Indonésie et porte l'affaire devant les Nations unies. Après un bref débarquement aéroporté de parachutistes indonésiens, la souveraineté de la colonie est transférée à l'Autorité exécutive temporaire des Nations unies le 1er octobre 1962 avant l'incorporation dans l'Indonésie le 1er mai 1963 sous la forme d'une province.

## Géographie
La Nouvelle-Guinée néerlandaise occupait la partie occidentale de l'île de Nouvelle-Guinée et les îles proches comme les îles Schouten, Numfoor, et les îles Raja Ampat comme Yapen, Waigeo ou encore Misool. Au total, la superficie de la colonie couvre 420 540 km2. Sa seule frontière terrestre est partagée avec le territoire de Papouasie-Nouvelle-Guinée. La capitale du territoire est Hollandia située au nord-est.
Les monts Maoke forment l'épine dorsale de la Nouvelle-Guinée et coupent la colonie en deux. De part et d'autre de cette chaîne de montagnes qui culmine à 4 884 mètres d'altitude à la pyramide Carstensz s'étendent de vastes plaines couvertes de forêts pluviales et marécageuses, notamment au sud. L'extrême Ouest du territoire est découpé en de nombreuses péninsules dont la plus grande est la péninsule de Doberai.
Le climat de la majorité du territoire est équatorial mais un climat montagnard est présent sur les plus hauts sommets des monts Maoke.

## Histoire

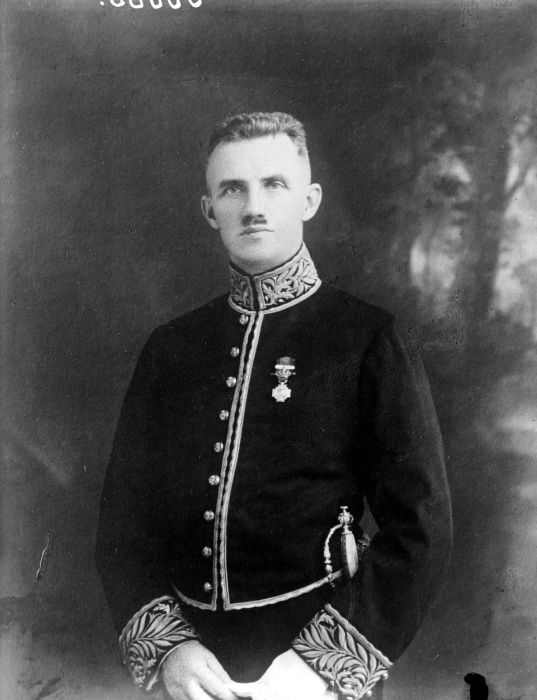
Portrait de C. Lulofs, premier résident de Nouvelle-Guinée néerlandaise, vers 1930.

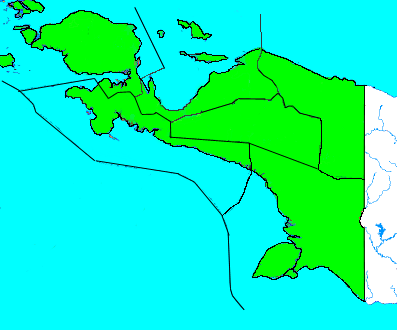
Carte des divisions administratives de la Nouvelle-Guinée néerlandaise.

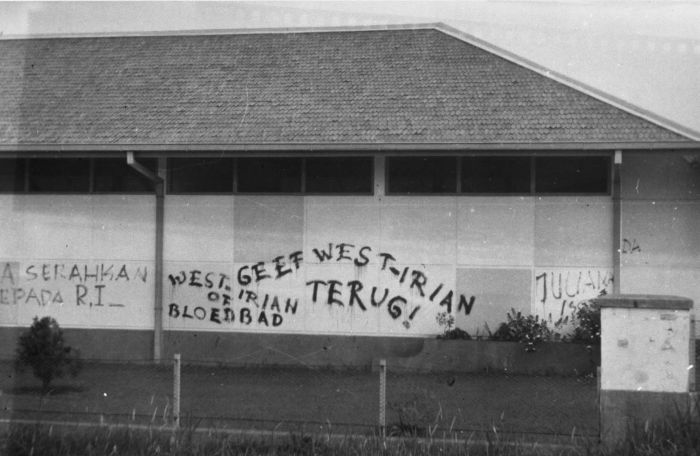
Slogans en néerlandais sur un mur dans le quartier de Kebayoran à Jakarta en 1957 : « Rendez l'Irian occidental ! » et « Irian occidental ou bain de sang ».

En 1828, les Indes orientales néerlandaises s'agrandissent avec l'incorporation de la partie occidentale de la Nouvelle-Guinée. 
Les Néerlandais décident de tout centraliser leur empire colonial en Asie du Sud-est en une seule colonie, et ils incorporent les territoires papous aux Indes orientales Néerlandaises, alors que les ethnies sur place étaient différentes du monde malais, et plutôt proches des ethnies mélanésiennes et polynésiennes. En 1885, la décision sera définitive, et la partie occidentale de la Nouvelle Guinée est définitivement rattachée administrativement à l'ensemble colonial des Indes Néerlandaises. Plus tard, les Néerlandais ne pourront pas faire machine arrière, les nationalistes indonésiens considérant ce territoire comme "partie intégrante " de la future Indonésie.  
Deux jours après le départ des Japonais qui occupaient la colonie, l'Indonésie proclame son indépendance le 17 août 1945. Les Pays-Bas détachent alors le 29 décembre 1945 des Indes orientales néerlandaises la partie occidentale de la Nouvelle-Guinée et l'érigent en une colonie sous le nom de Nouvelle-Guinée néerlandaise avec pour capitale Hollandia.
Quatre ans plus tard, le 27 décembre 1949, les Pays-Bas reconnaissent l'indépendance de l'Indonésie et signent une charte avec Jakarta stipulant que la Nouvelle-Guinée néerlandaise serait incorporée à l'Indonésie au bout d'un an. Toutefois, les Pays-Bas maintiennent leur présence dans la colonie au-delà de la date butoir. L'affaire est portée devant les Nations unies en 1954. L'Indonésie considère que la Nouvelle-Guinée occidentale lui revient de droit tandis que les Pays-Bas désirent une autodétermination de la population papoue qui ne fait pas partie du peuple indonésien. Toutefois, aucune décision ne ressort de l'examen de l'affaire de 1954 à 1957, en 1961 et en 1962.
La tension monte entre les Pays-Bas et l'Indonésie lorsque des parachutistes de ce pays sont largués au-dessus de la Nouvelle-Guinée néerlandaise au cours de l'opération Trikora. Les Pays-Bas considèrent cette intrusion comme une agression armée tandis que l'Indonésie invoque le droit des Indonésiens de se déplacer librement dans leur propre pays. Plusieurs combats, dont la bataille de la mer d'Arafura le 15 janvier 1962, ont alors lieu entre les forces armées des Pays-Bas et l'armée indonésienne, appuyée par l'Union soviétique qui a déployé 15 000 hommes et 12 sous-marins de classe Whiskey battant pavillon indonésien.
Le 17 janvier 1962, le secrétaire général des Nations unies, appuyé par le département d’État américain, prie les deux parties d'éviter toute action précipitée.
Le 6 février, les États-Unis interdisent leurs aéroports aux avions néerlandais chargés d'acheminer des renforts sur zone.
Le 20 mars, débutent des négociations entre les deux parties belligérantes dans la région de Washington.
Le 4 mai, annonce du début des parachutages indonésiens en Nouvelle-Guinée et défense des forces néerlandaises.
Le 8 mai a lieu un accord à Moscou pour la livraison substantielles de matériel militaire soviétique à l’Indonésie et réaffirmation de l'appui total de l'URSS aux revendications de Djakarta.
Le 17 juin, les Pays-Bas acceptent le plan d'Ellsworth Bunker pour le règlement du différend avec l'Indonésie. 
Les pourparlers entre les deux pays et sous l'égide des Nations unies aboutissent finalement à un accord le 31 juillet 1962 sous la pression des États-Unis, signé par les différentes parties le 15 août 1962 dans les bureaux des Nations unies sous le nom d'« accord de New York ».
Cet accord prévoit le transfert de la souveraineté de la Nouvelle-Guinée néerlandaise à une administration temporaire spéciale des Nations unies baptisée Autorité exécutive temporaire des Nations unies (UNTEA) et confiée à un administrateur reconnu par les Pays-Bas et l'Indonésie et avalisé par les Nations unies. Cet accord entre en vigueur le 1er octobre 1962. Quelques jours auparavant, la majorité des fonctionnaires néerlandais, y compris le gouverneur général, quittent la colonie laissant de nombreux postes vacants qui seront peu à peu repris par des fonctionnaires papous et indonésiens. Le drapeau des Nations unies est hissé au côté de celui des Pays-Bas, les prisonniers politiques condamnés avant cette date sont amnistiés et la capitale du territoire, Hollandia, est rebaptisée Kotabaru.